# Унташ-Напіріша
Унташ-Напіріша (Унташ-Хумпан, Унташ-Гал) (д/н — бл. 1240 до н. е.) — цар Аншану і Суз (Еламу) близько 1275—1240 років до н. е. Ім'я перекладається як «Мені допомагав бог Хумпан». Оскільки, на думку досліднкиів ім'я бога Хумпана було піддано табу, тому писалося в еламських написах в шумерському словесному знаку DGAL («Гал», а еламською мовою — «Напіріша») зі значенням «великий бог». Є період найбільшого політичного, економічного і культурного піднесення Середньоеламського царства.

## Життєпис
Походив з династії Ігехалкідів. Син царя Хумбан-нумени I та Ріпаш-Ла. Продовжив політику протистояння з Вавилонським царством, де занепадала Касситська династія. Провійськові кампанії Еламу обмаль відомостей. Так виявлено в Сузах уламок статуї Іммерії, вавилонського бога сил природи, яку Унташ-Напіріша привіз її як трофей після захоплення міста Ешнунна і зробив на ньому напис аккадською мовою. також з напису відомо, що еламіти на 6-му році правління вавилонського царя Каштіліаша IV здійснили спустошливий похід на Вавилонію. Завдяки цьому було розширено кордони Еламської держави до Шумеру.
Ймовірно замирення з Вавилонським царством відбулося після укладання шлюбу з Напір-асу, донькою Бурна-Буріаша, родича царя Каштіліаша IV.
Йому спадкував син Кідін-Хутран II або онук Напіріша-Унташ.

## Будівельна діяльність

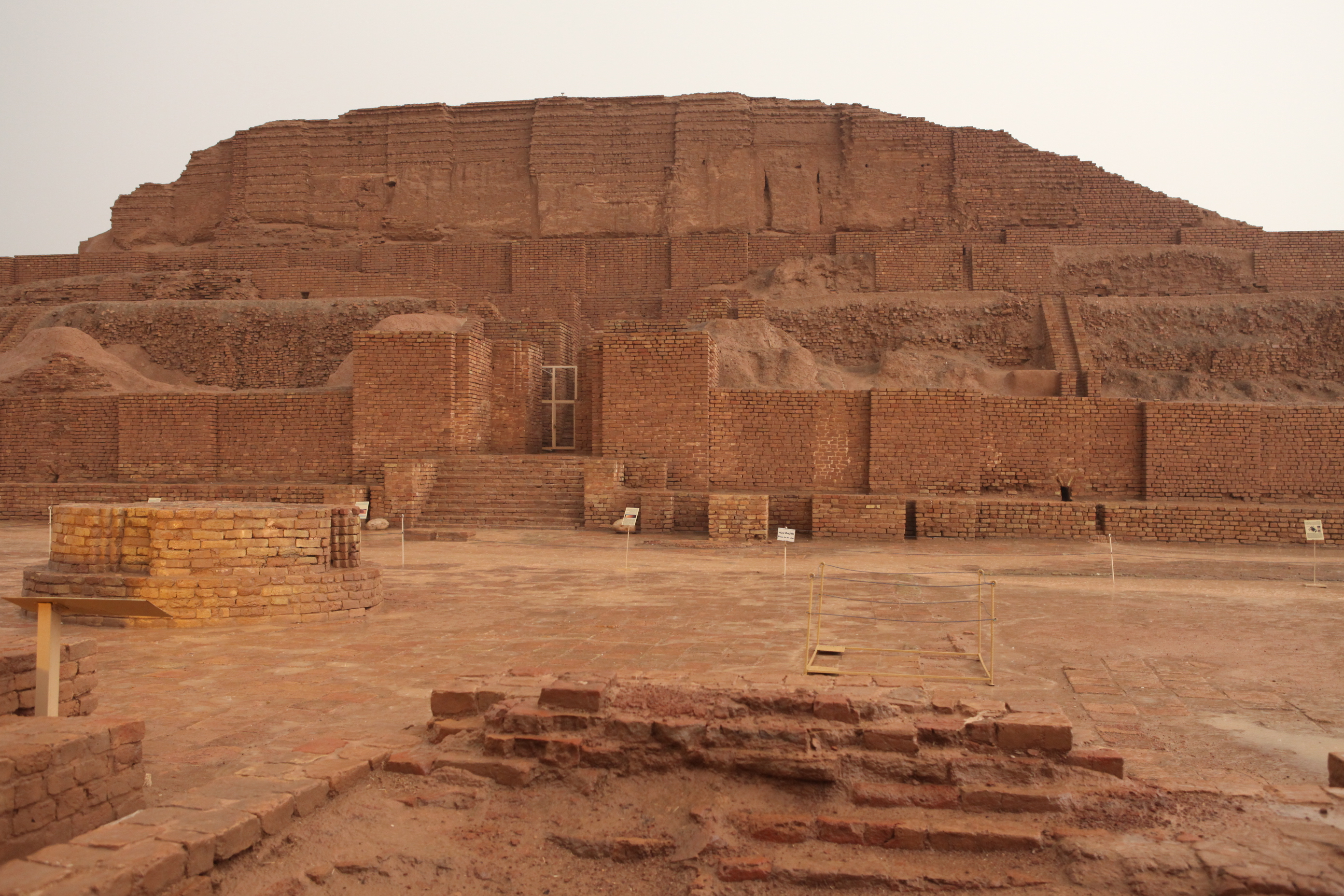
Зикурат з Дур-Унташа

Протягом усього свого володарювання сприяв зведенню споруд внутрішньодержавного і релігійного характеру. Заснував близько 1265 року до н. е. нове місто-резиденцію Дур-Унташ («Фортеця Унташ»), де звів храми богів Хумпана і Іншушинака з величним зикуратом заввишки 50 м (на тепер збереглося лише 25 м), 11 храмів молодших богів (планувалося звести 22 храми, але будівництво було зупинено після смерті царя) споруджено царський палацовий комплекс. Великий зикурат згідно залишеного царем напису окрім релігійного мав ще іншу мету, але що саме мається на увазі до тепер не з'ясовано. Місто було обнесено декількома брамами і укріпленнями. Для водопостачання нового міста було прокопано 50-кілометровий канал завширшки 7 м від річки Керхе. Вчені припускають, що цар Унташ-Напіріша хотів створити тут головний релігійний центр замість Суз, який би об'єднав богів верхнього і нижнього Еламу. Ім'я Унташ-Напіріши було знайдено на 6,5 тис. цеглинах.
Наслідуючи попередників активно розбудовував столицю держави — Сузи. Тут було споруджено зикурат з храмом на верху для храму бога Іншушинака. Цьому святилищу він присвятив свою статую з вапняку. Також відремонтував 20 храмів в Сузах, зокрема храм божества Пінікіра, якому подарував золоту статую цього бога. Також наказав відремонтувати усі храми Еламу. Зберігав поклоніння вавилонським і еламським божествам.
Під час правління цього царя еламітське мистецтво досягло свого піку, особливо в архітектурі та різьбі.